# Barranc de la Valltorta
El barranc de la Valltorta es troba dins d'una zona muntanyosa del prelitoral mediterrani, més concretament a la part septentrional del País Valencià. Aquesta àrea geogràfica formada per l'altiplà del Maestrat està constituïda per un sistema de valls que s'estenen des de les terres aragoneses fins al litoral. La Valltorta s'integra dins la comarca de l'Alt Maestrat.
El seu curs torrencial té l'origen a uns 1.000 metres d'altitud, a l'est del poble de Catí, a la serra d'en Seller, i desemboca al riu de les Coves o de Sant Miquel a l'altura de les Coves de Vinromà.
La Valltorta posseeix un doble interès. En primer lloc la contemplació de les pintures és un reflex de les preocupacions religioses i de les maneres de vida d'uns homes que van començar a pintar a les parets dels seus abrics fa uns set mil anys. Per altra banda és una forma d'accedir a un paisatge humanitzat, modelat pels sistemes tradicionals d'explotació agrícola i ramadera dels quals es conserven interessants vestigis arquitectònics, com barraques, sénies, etc.

## Art rupestre

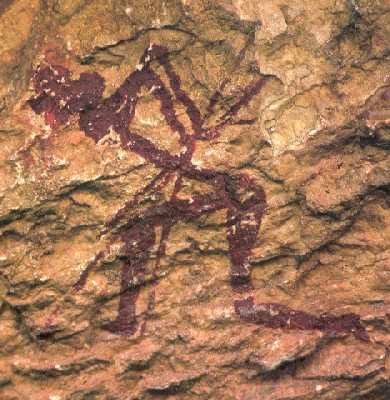
Pintura rupestre de la Valltorta

Fa milers d'anys –aproximadament 10.000 abans d'ara en el període Epipaleolític– els habitants, creadors de l'art rupestre llevantí, van pintar a les seves coves i abrics escenes de la vida quotidiana i de les seves mitologies. Contemplant-les es poden compondre aspectes de la vida d'unes societats que van viure en un paisatge tot just degradat. Però la seva transformació es va accelerar en època històrica. Avui els elements distintius de la Valltorta són les seves pintures rupestres, l'arquitectura rural en pedra seca, un variat entorn biològic i el Museu. Un museu que actua com a centre d'acollida del visitant, al qual proporciona informació sobre els aspectes més interessants de la Valltorta.
A la Valltorta es coneixen 21 balmes amb art llevantí, on hi ha pintades figures humanes i animals expressionistes. Els animals més representats són cérvols, tant exemplars mascles com femelles, i fins i tot cabres salvatges i senglars, que a vegades apareixen ferits per fletxes clavades al ventre, al coll o a l'esquena. Es poden identificar, a més, alguns exemplars de bous, cavalls, gossos o llops i insectes. Entre les figures humanes destaquen pel nombre les masculines, armades amb arcs i fletxes, tibant els arcs o disparant. Les figures femenines, més escasses, apareixen abillades amb faldilles llargues ajustades als malucs i amb el tors descobert. Homes i dones, especialment els primers, s'adornen amb diversos tipus de pentinats, plomes i cintes al cap, al tronc i a les extremitats. Els animals i les figures humanes es representen aïllats o formant escenes, en general de caça.

### La cova dels Cavalls

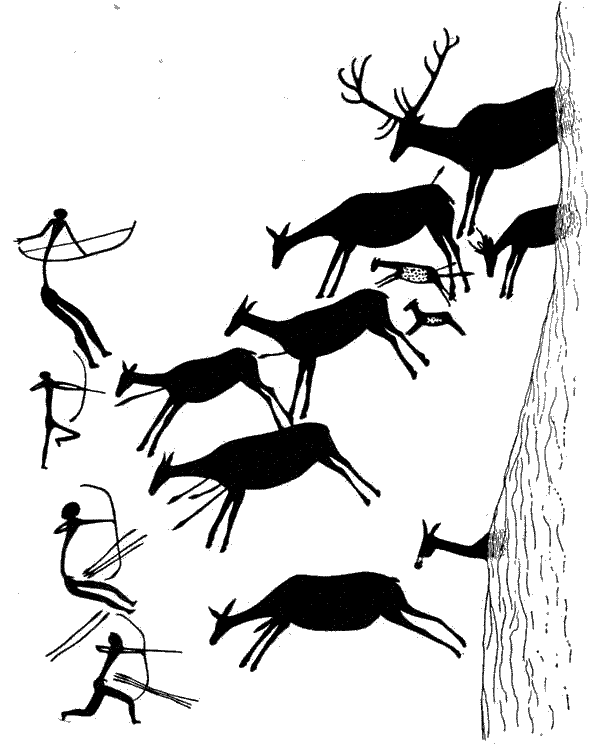
Dibuix de l'escena de caça a la cova dels Cavalls de la Valltorta, d'Hugo Obermaier, extret del llibre Las pinturas rupestres del Barranco de Valltorta (Castellón), H. Obermaier i P. Wernert (1919)

La cova dels Cavalls (declarada monument historicoartístic l'any 1924 y el 1998 declarada Patrimoni de la Humanitat per la UNESCO) se situa a l'escenari més impressionant del barranc de la Valltorta, en particular pel seu paratge, que, situat a la immediata roca de les Estabigues (o Tabigues), d'uns 80 metres d'escarpament vertical, crea un ambient únic en el seu gènere.
Aquest emplaçament geogràfic, vinculat a les composicions de caça de la cova dels Cavalls, realitzades amb una extraordinària claredat didàctica, fa possible imaginar el desenvolupament de les tàctiques cinegètiques per aquest indret accidentat.
L'abric, encarat a l'oest, ofereix àmplies dimensions, amb nou metres de longitud, tres de profunditat i una altura màxima de quatre metres. Tot el recinte està voltat d'una tanca metàl·lica per poder protegir-lo millor, encara que s'ha d'assenyalar que les primeres figures es troben fora de l'abric.
Les representacions més habituals són d'hòmes, però també hi apareixen dones, en escenes de la vida quotidiana. Les representacions humanes solen estar nues, però també amb pantalons o tapalls.

### La cova del Civil
Al peu de Montegordo i seguint per la carretera local d'Albocàsser a Tírig hi ha el curs de la rambla de la Morellana. Aigües avall es reconeix ràpidament la cova del Civil, declarada monument historicoartístic el 1924 i que se situa en el terme de Tírig.
Les cavitats s'obren a uns 15 metres per dalt del llit de la rambla. Estan orientades de sud a oest i abasten una extensió de 25 metres. Fa uns anys van tancar aquesta cova perquè l'acció humana no causés danys a les pintures que conté.